# 伊號第四百潛艦
“伊-400”号潜艇（日语：伊号第四百潜水艦）是一艘大日本帝国海军潜特级（伊-400型）潜艇。该艇能携带三架双座爱知M6A1“晴岚”浮筒式鱼雷轰炸机。该级潜艇被设计和建造用于对巴拿马运河发动突然空袭。直至1965年，潜特级“伊-400”号与其姊妹艇“伊-401”号和“伊-402”号一直都是史上已经服役的最大型潜艇。

## 设计和描述
伊-400型潜艇装备有4座1,680千瓦特（2,250匹馬力）柴油发动机，所携带的燃料足以环游世界1.5次。该级艇总长122米（400英尺），排水量5,900公噸（6,504短噸），是同期美军潜艇的两倍多。在1965年美国海军弹道导弹潜艇“班杰明·富兰克林”号（SSBN-640）投入使用之前，伊-400型都是有史以来服役的最大潜艇。

伊-400型潜艇的甲板平面图和剖面图

耐压舱体的横截面是一个独特的“8”字形结构，以提供足以支撑位于艇体中部甲板顶端长31（102英尺）、直径3.5（11英尺）的大型圆柱形水密机库重量的强度和稳定性。艇体上方的指挥塔被移动到甲板的一侧以使三架“晴岚”攻击机可以存储在甲板中线附近。艇上搭载的这几架飞机可以从机库前甲板上方的37（120英尺）弹射器发射出去，回收时通过艇上安装的可折叠起重机从水中吊起。

伊-400型潜艇上层建筑装在飞机剖面图

艇上除了三架水上飞机，还在艇艏装备了8具533（21英寸）鱼雷管，存储有20枚九五式鱼雷，机库尾部甲板装有一門11式140（5.5英寸）砲，三座防水九六式三联装高射砲安装在机库顶部，一座在指挥塔的前方，两座在后方，此外在舰桥尾部还安装有一门单装九六式25毫米高射砲。
伊-400型潜艇装备有一套相当嘈杂的特殊配平系统，可以让其在水下静止不动，等待飞机返回；消磁电缆可以通过消除潜艇的磁场来防止引爆水雷；一座对空搜索雷达、两座空中/水面搜索雷达组和一套雷达预警接收器；以及可以通过吸收或扩散声纳脉冲和抑制来自潜艇内部机械的回响来增加在水下被探测难度的消声涂层。

## 建造和调试
作为第5231号潜艇下单给在吴的吴海军工厂并在1943年1月18日开建。于一年之后的1944年1月18日下水，在1944年12月30日竣工并投入使用。

## 服役记录

### 第二次世界大战

#### 1945年1月至5月
完成试航后，“伊-400”号被配属至驻扎在吴镇守府的第6舰队第1潜水队。之后，该艇被分配到潜艇11中队。1945年1月，“伊-400”号和姊妹艇“伊-401”号一起同“伊-13”号潜艇从佐世保出发，开始在濑户内海西部进行训练。1945年3月9日至10日晚，美国陆军空军对东京进行了一次大规模轰炸后，第6舰队向日本帝国海军总参谋部提议，由第1潜水队的潜艇弹射的爱知M6A1“晴岚”水上轰炸机对加利福尼亚州旧金山进行报复性袭击。但在1945年4月，参谋部副参谋长、海军中将小泽治三郎拒绝了这一提议。
1945年3月19日当美国海军第58特遣舰队发动对吴海军工厂第一次空袭时，“伊-400”号正停泊在吴港的干船坞内。来自美国海军航空母舰“艾塞克斯”号（CV-9）、“无畏”号（CV-11）、“大黄蜂”号（CV-12）、“胡蜂”号（CV-18）、“汉考克”号（CV-19）、“本宁顿”号（CV-20）和“贝劳森林”号（CVL-24）上超过240架飞机袭击了在吴港内的日本舰只。“伊-400”号以艇上安装的九六式25毫米防空砲回击美军飞机的扫射，艇上一名砲手由此被美军击毙。
1945年4月5日至6日，“伊-400”号访问了日本的门司，然后又返回吴港。1945年4月14日，该艇从吴港出发，与第1潜水队指挥官海军上校有泉龙之助一起，开始了前往满洲国大连装载重油的行程。1945年4月20日至23日，该艇抵达大连装载了1700吨重油然后启程返回吴，并最终于1945年4月27日抵达。1945年5月，在吴港的船厂内，工人为该艇安装了一个通气管。

#### 巴拿马运河作战
到1945年6月1日，第1潜水队的所有四艘潜艇——“伊-13”号、“伊-14”号、“伊-400”号以及“伊-401”号都已加满燃料并装备了通气管。“伊-400”号于1945年6月2日从吴港出发，途经关门海峡、对马海峡和日本海，前往本州西海岸高冈附近的七尾湾。1945年6月5日，该艇抵达七尾湾与其他几艘潜艇汇合。这四艘潜艇在此接收经停福山的吴海军基地第631海军航空队的6架爱知M6A1“晴岚”水上飞机。1945年6月6日，潜艇与艇上载机开始进行夜间空中作战训练，为日本对巴拿马运河的突袭做准备。在这次空袭中，这些潜艇计划弹射10架M6A1水上飞机，用6枚鱼雷和4枚炸弹从东面袭击加通船闸，排空加通湖并以此达成巴拿马运河被封锁达数月之久的目的。在训练中，日军展示出四名训练有素的士兵可以在7分钟内完成一架水上飞机在潜艇上从准备到发射的全套流程；每艘潜艇可以在45分钟内组装、加油、挂载武器和发射其所搭载的三架水上飞机。尽管存在各种障碍，比如水雷、美国海军潜艇的存在以及航空汽油的短缺，这些潜艇和飞机还是发动了一系列模拟空袭行动。
当潜艇第1潜水队还在七尾湾的时候，冲绳岛即将被美军占领。同时盟军航空母舰对日本本土的空袭步伐加快，这促使日本军部大本营在1945年6月12日取消了对巴拿马运河的打击行动，并决定使用潜艇及其艇载水上飞机攻击盟军在加罗林群岛的乌利西环礁。第1潜水队于1945年6月19日完成飞行训练，当天所有M6A1水上飞机从七尾湾水域起飞。其中一架没有返航，机上两名成员的尸体后来被冲上了佐渡市海滩。

#### 岚作战
1945年6月25日下午13:25，联合舰队发布了进攻乌利西环礁的命令，称为“岚”作战。作战指挥部的命令要求“伊-13”号和“伊-14”号在1945年7月下旬将中岛C6N1彩云侦察机运送到加罗林群岛的楚克群岛。在“光”作战中，彩云侦察机将被用于对乌利西环礁进行侦察，记录盟军航空母舰以及运输舰的数量和位置。1945年8月17日满月时分，“伊-400”号和“伊-401”号共发射了6架M6A1水上飞机。这些水上飞机将利用侦察信息协助潜艇瞄准盟军的船只，对乌利西环礁锚地进行夜间攻击，每名飞行员接受激素注射以提高夜间视力，每架飞机配备800公斤(1764磅)炸弹。按照计划，空袭结束后所有飞机在其母舰潜艇附近降落。之后“伊-13”号、“伊-14”号、“伊-400”号以及“伊-401”号都将前往新加坡，在那里将有10架新的M6A飞机等待加入，以便进行另一次空袭。
1945年7月13日，“伊-400”号离开七尾湾前往舞鹤，并在当天与“伊-401”号一起抵达。之后开始装载弹药以及未来三个月的补给。在第6舰队的总司令醍醐忠重海军中将出席了1945年7月18日于舞鹤白日饭店举行的乘组人员告别仪式之后，1945年7月20日“伊-400”号和“伊-401”号在一艘掃雷艦的护送下开始前往本州北部的大凑。1945年7月22日“伊-400”号抵达大凑后，所有船员都得到了一天的上岸假。飞机上的日本标志被替换成了美国标志，每艘潜艇都带上了一个乌利西环礁锚地模型，作为飞行员的训练辅助。“伊-400”号于1945年7月23日14:00离开大凑，舰队司令有泉龙之助登上旗舰“伊-401”号紧随其后于16:00离开。这两艘潜艇在远离日本东部的太平洋上分道扬镳，计划于1945年8月16日在加罗林群岛的波纳佩岛会合。
“伊-400”号在1945年7月28日经历了一场台风。1945年8月5日，该艇在马里亚纳群岛的塞班岛以东时，左舷的一个控制面板发生了电气火灾。为了灭火，潜艇不得不浮出水面，但瞭望员发现了一支美国护卫队，迫使该艇再次紧急下潜。船员在水下扑灭了大火，但也使得艇内部充满了烟雾。为了换气，“伊-400”号将指挥塔浮出在水面上五个小时，通过开放的指挥塔舱口将烟雾从内部排出，同时进行紧急维修。
1945年8月14日，由于担心美军飞机和水面舰艇在计划会合点附近的高度活跃，“伊-401”号上指挥的有泉龙之助决定改变航线为马绍尔群岛东部，计划当晚在波纳佩岛以南100海里（190；120英里）的新地点与“伊-400”号会合。他用加密电文把新计划发给了“伊-400”号，但后者没有收到信息，因此错过了会合地点。
1945年8月15日，昭和天皇宣布日本和盟军之间的敌对行动将在当天结束。晚上21:00，有泉龙之助在“伊-401”号上接到了第6舰队的命令，取消对乌利西环礁的进攻。当天晚些时候，“伊-400”号和“伊-401”号被命令返回吴港。

#### 战争结束时
1945年8月26日，“伊-400”号接到命令，升起投降黑旗并解除武装。因此，艇员组装好了所有的三架M6A1飞机，并将它们无人驾驶弹射入海，把炸弹扔到海里，发射了所有的鱼雷，并销毁了艇上所有的日志、海图、密码本和机密文件。

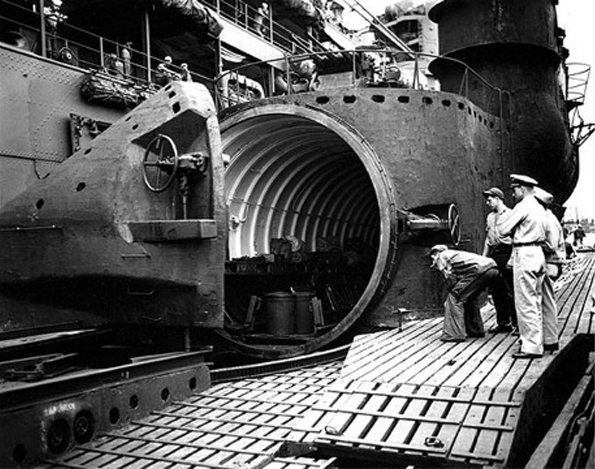
第二次世界大战后，美国海军人员检查“伊-400”号潜艇的飞机库。

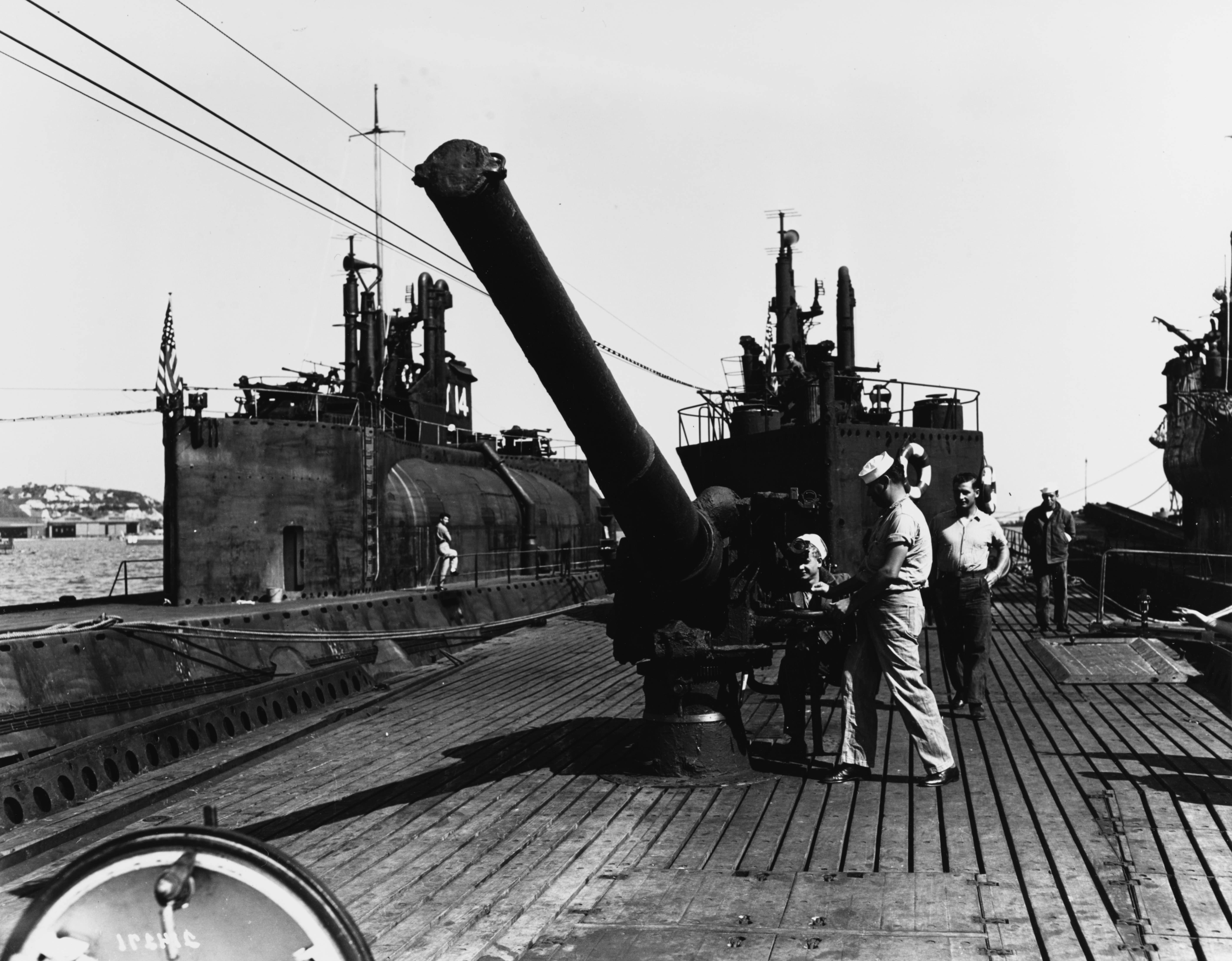
1945年10月14日，美国海军人员在横须贺检查“伊-400”号潜艇的甲板砲。

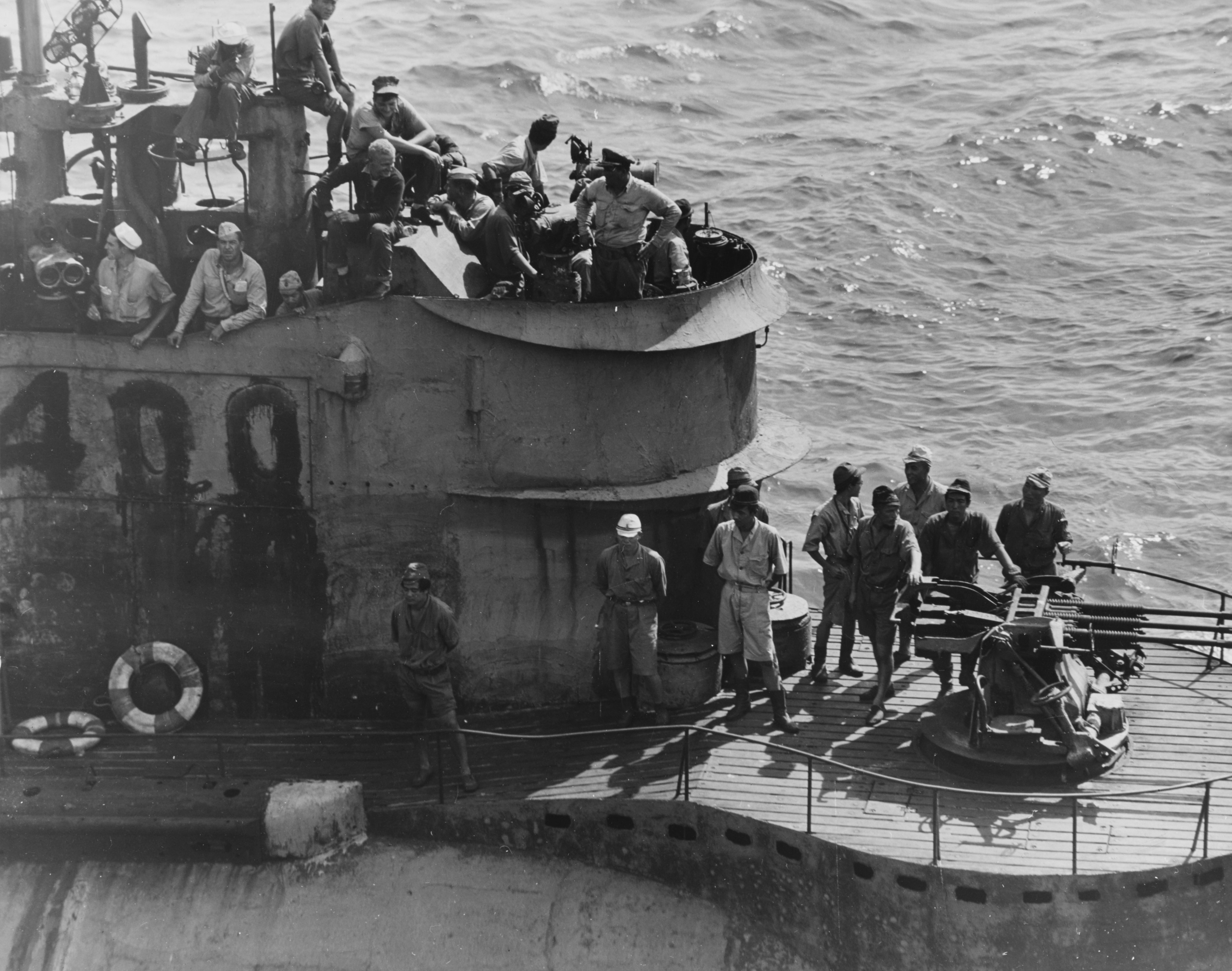
1945年8月向美国海军投降后，“伊-400”号的艇员与美国押解船员在艇上。

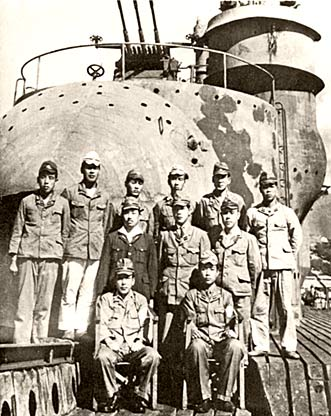
1945年8月向美国海军投降后，“伊-400”号的军官们在飞机库前拍摄的照片。

1945年8月27日，“伊-400”号在本州以东的太平洋上，美国海军第38特遣舰队的一架飞机在38°40′N 143°12′E / 38.667°N 143.200°E发现了该艇。驱逐舰“布卢”号（DD-744）和“曼斯菲尔德”号（DD-728）在东京东北500海里（930；580英里）截住了“伊-400”号，后者当场向美军投降。同一天，由4名军官和40名士兵组成的美国海军押解船员从潜艇母舰“海神”号（AS-19）出发，登上护航驱逐舰“韦弗”号（DE-741），负责押送“伊-400”号。1945年8月28日，“韦弗”号靠帮“伊-400”号并使负责押解的船员登上该艇。“伊-400”号在押解船员的指挥下，由“布卢“号和”韦弗“号护送返回日本。1945年8月29日9时15分，该艇抵达本州海岸的相模湾，停泊在“海神”号的左舷。40分钟后，“伊-14”号也在一名美国海军押解船员的指挥下抵达，并停泊在“伊-400”号的左舷。

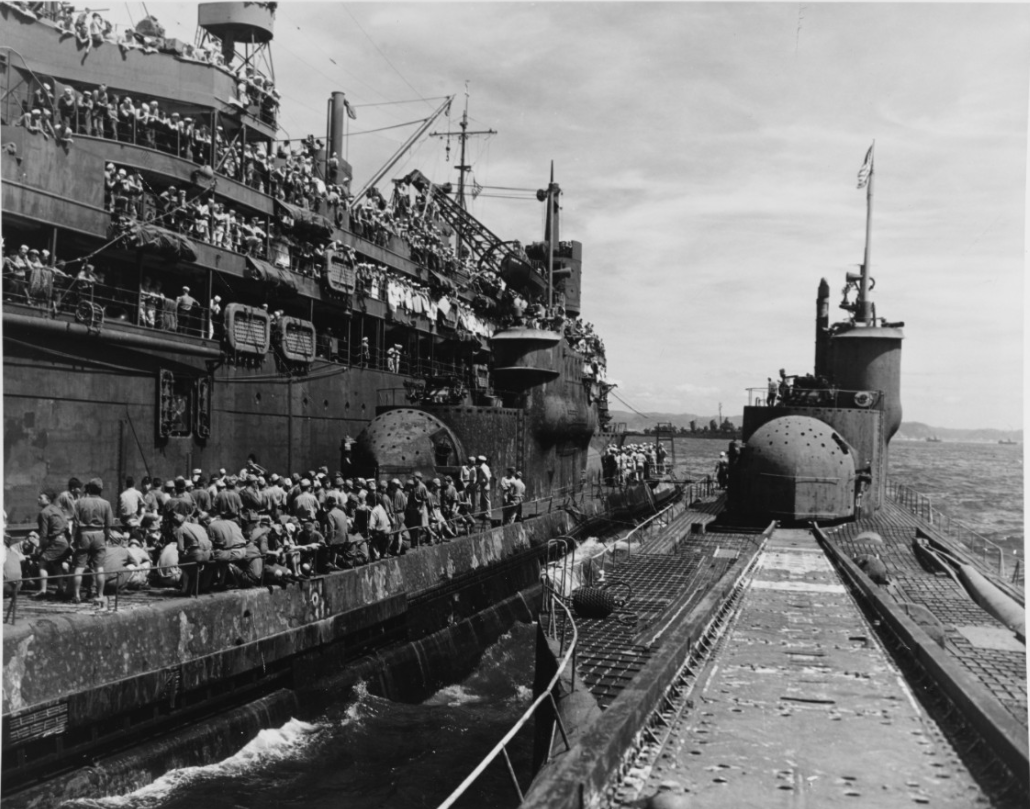
1945年8月停靠在美国海军“海神”号左舷的“伊-400”号和“伊-14”号。

1945年8月30日8点20分，“伊-400”号、“伊-14”号和“海神”号一起启程前往东京湾，并于当天14点58分在那里抛锚停泊。1945年8月31日5:00，艇上升起美国国旗，14:45“伊-400”号、“伊-14”号和“海神”号开始向位于横须贺的潜艇基地防波堤内的新锚地移动，并于16:50停泊到位。在东京湾举行的日本投降仪式上，12艘被选中代表美国海军潜艇部队的美国海军潜艇也停泊在那里。在1945年9月2日的投降仪式上，美国太平洋舰队潜艇部队司令、海军中将查尔斯·A·洛克伍德下令将他的个人旗帜悬挂在“伊-400”号和“伊-401”号上。

### 战后
日本军方在1945年9月15日将“伊-400”号从海军名录上除籍。1945年10月29日，“伊-400”号与“伊-401”号、“伊-14”号和“格林莱特”号潜艇救援船（ASR-10）一起从横须贺向南航行前往佐世保，艇上载有40名美国船员。在航行中，这只舰队遇到了风暴，“伊-400”号与“伊-401”号上的美国工作人员注意到，伊-400型潜艇的双壳结构使得它们能够在大风浪中非常顺利地航行。这些舰只于1945年11月1日抵达佐世保。
1945年12月11日，“伊-400”号、“伊-401”号和“伊-14”在“格林莱特”号的护送下离开佐世保前往夏威夷的珍珠港。1945年12月18日至21日舰队在马里亚纳群岛关岛的阿普拉港停留，然后在马绍尔群岛的埃内韦塔克环礁停留，1945年12月26日至27日在瓜加林环礁获取食物和补给。最终于1946年1月6日抵达珍珠港，停泊进潜艇基地。在那里，一支美国海军乐队和当地名人热烈欢迎舰队到来。1946年2月18日，“伊-400”号进入珍珠港的干船坞接受评估。

## 最终处置
随着战后与苏联的关系迅速恶化，美国国内日益担心根据战后协议苏联将要求获取被俘日本潜艇，唯此举将为苏联海军提供有关日本先进潜艇设计的宝贵信息。美国海军于1946年3月26日发布命令，击沉所有被俘的日本潜艇。因此，1946年6月4日，美国海军在珍珠港附近测试马克10型Mod 3爆炸装置时，将“伊-400”号作为靶舰击沉。“伊-400”号于12:10在21°13′N 158°07′W / 21.217°N 158.117°W遭美军潜艇“喇叭鱼”号（SS-425）用三枚马克18 Mod 2鱼雷击中艇尾沉没。时任美国太平洋舰队潜艇部队司令、海军中将艾伦·R·麦卡恩和潜艇第52队司令官劳森·P·拉梅奇登上“喇叭鱼”号，观察“伊-400”号的沉没。

## 残骸发现
2013年8月1日，夏威夷海底研究实验室（HURL）的深潜潜水器“双鱼座五”号（Pisces V）在夏威夷瓦胡岛西南水下1,826英尺（557）的深度找到了“伊-400”号的残骸。“双鱼座五”号最初确定的艇艏位置是在距离实际位置50英尺（15）远的地方，艇体完好无损。然而，残骸显示出严重内爆破坏的迹象，这导致“伊-400”号的整个上层建筑失踪，指挥塔和飞机机库显然在1946年最后一次坠入到海底时从艇体上脱落了。

## 脚注

### 引文
1. ↑  Campbell，第191頁
2. 1 2 3 4  Japanese naval vessels，article 7
3. 1 2 3 4 5 6 7 8 9 10 11 12 13 14 15 16 17 18 19 20 21 22 23 24 25 26 27 28 29 30 31 32 33 34 35 36 37 38 39 40 41 42 43 44 45 46 47 48 49 50 51 52 53 54 55 56 57 58 59 60 61 62 63 64 65 66  Hackett, Bob; Kingsepp, Sander. . combinedfleet.com. 12 March 2016  [25 October 2020]. （原始内容存档于2022-05-06）.
4. ↑  Sakaida，第74頁
5. ↑  Sakaida，第81頁
6. ↑  Sakaida，第17頁
7. ↑  Sakaida，第100–101頁
8. ↑  Layman & McLaughlin，第178–179頁
9. ↑  Sakaida，第73頁
10. ↑  Sakaida，第104–107頁
11. ↑  Boyd 2002，第27, 29頁
12. ↑  Sakaida，第92頁
13. ↑  Sakaida，第126頁
14. 1 2 3 4  . iijnsubsite.info. 2019  [25 October 2020]. （原始内容存档于2022-06-01）.
15. 1 2 3 4 5 6 7 8  Hackett, Bob; Kingsepp, Sander. . combinedfleet.com. 2011  [25 October 2020]. （原始内容存档于2022-05-06）.
16. ↑  Hackett, Bob; Kingsepp, Sander. . combinedfleet.com. November 1, 2016  [23 December 2021]. （原始内容存档于2022-05-06）.
17. ↑  江泓, 钱坤 & 张恩东 2014，第135頁
18. ↑  江泓, 钱坤 & 张恩东 2014，第134頁

## 扩展阅读
- 「丸」編集部. . 光人社. 1990. ISBN 4-7698-0462-8. OCLC 674686565 （日语）.
- 外山操. . 东京: 光人社. 2005. ISBN 4-7698-1246-9. OCLC 169995547 （日语）.

## 關連項目
- 大日本帝國海軍艦艇一覽